# Altiphylax stoliczkai
Altiphylax stoliczkai (гекончик Столічки) — вид геконоподібних ящірок родини геконових (Gekkonidae). Мешкає в Пакистані, Індії і Китаї. Вид названий на честь чеського біолога та мандрівника Фердинанда Столічки.

## Поширення і екологія
Гекончики Столічки мешкають в горах Паміру і Каракоруму на території Кашміру та Ладакху (Драс), за деякими свідченнями також в Китаї. Вони живуть на високогірних луках та гірських пустелях, на висоті від 2300 до 3700 м над рівнем моря.